# FK Tom Tomsk
FK Tom Tomsk (rusky Футбольный клуб Томь Томск) je ruský fotbalový klub ze sibiřského města Tomsk, správního centra Tomské oblasti, který byl založen roku 1957. Hraje nejvyšší ruskou ligu na domácím stadionu Trud.
Po sezoně 2012/13 postoupil do ruské Premier ligy.

## Čeští hráči v klubu
Seznam českých hráčů, kteří působili v klubu FK Tom Tomsk:
- Jan Holenda[1]
- Martin Jiránek[1]
- Petr Vašek[1]
- Tomáš Vychodil
- Lukáš Droppa